# 2093 Genichesk
Genichesk (asteróide 2093) é um asteróide da cintura principal, a 1,8863052 UA. Possui uma excentricidade de 0,1687444 e um período orbital de 1 248,54 dias (3,42 anos).
Genichesk tem uma velocidade orbital média de 19,7721583 km/s e uma inclinação de 6,08414º.
Esse asteróide foi descoberto em 28 de Abril de 1971 por Tamara Smirnova.